# The Way I Are (Dance with Somebody)
The Way I Are (Dance with Somebody) ist ein Lied der US-amerikanischen Popsängerin Bebe Rexha aus dem Jahr 2017, in Zusammenarbeit mit dem US-amerikanischen Rapper Lil Wayne.

## Entstehung und Veröffentlichung
Das Lied wurde von der Interpretin Bebe Rexha, zusammen mit Clarence Coffee Jr., Jacob Kasher, Jonas Jeberg und Joel Little, geschrieben beziehungsweise komponiert. Die Autoren Jeberg und Little zeichneten darüber hinaus für die Produktion verantwortlich. Das Lied besteht aus Samples von I Wanna Dance with Somebody (Who Loves Me) (Whitney Houston). Aus diesem Grund sind die original Autoren George Merrill und Shannon Rubicam ebenfalls Urheber des Stücks.
Die Erstveröffentlichung von The Way I Are (Dance with Somebody) erfolgte als Single am 12. Mai 2017. Am 11. August 2017 erschien das Lied als Teil von Rexhas dritter EP All Your Fault: Pt. 2, dessen erste Singleauskopplung es ist.

## Inhalt
Im Text betont die Sängerin, einfach nur tanzen zu wollen und bittet: „liebe mich einfach so wie ich bin“.

## Musikvideo
Das Musikvideo wurde am 1. Juni 2017 auf YouTube veröffentlicht. Die Mode für das Musikvideo wurde von Vintage-Filmen wie Grease inspiriert. Es zeigt Beba Rhexa wie sie auf der Straße spaziert und dabei verschiedene Tanzstile mit unterschiedlichen Personengruppen tanzt (z. B. Bollywood-Tanz und Hip-Hop mit Lil Wayne). Das Video promotet das Computerspiel Just Dance 2018, auf dem das Lied vorgestellt wird. Auf YouTube wurde der Song mehr als 200 Millionen Mal aufgerufen.

## Rezeption
Mike Wass von der Internetpräsenz Idolator gab dem Titel eine positive Rezension und nannte die Single eine „süße Erleichterung aus dem endlosen Strom von Popsongs im Radio“.
Der Titel schaffte es in die australischen Charts auf Platz 72.